# Khon Kaen (tỉnh)
Khon Kaen (tiếng Thái: ขอนแก่น, phát âm [kʰɔ̌ːn kɛ̀n]; phiên âm: Khon Ken) là tỉnh lớn thứ hai của vùng Isan, Thái Lan. Các tỉnh giáp giới (từ phía bắc theo chiều kim đồng hồ): Nongbua Lamphu, Udon Thani, Kalasin, Maha Sarakham, Buriram, Nakhon Ratchasima, Chaiyaphum, Phetchabun và Loei.

## Các đơn vị hành chính
Tỉnh này có 20 huyện (Amphoe) và 6 phó huyện (King Amphoe). Các huyện được chia thành 198 xã (tambon) và 2139 thôn (muban).
| Amphoe | | King Amphoe                                                                       |
| --- | --- | --------------------------------------------------------------------------------- |
| 1. Mueang Khon Kaen 2. Ban Fang 3. Phra Yuen 4. Nong Ruea 5. Chum Phae 6. Si Chomphu 7. Nam Phong 8. Ubolratana 9. Kranuan 10. Ban Phai | 1. Pueai Noi 2. Phon 3. Waeng Yai 4. Waeng Noi 5. Nong Song Hong 6. Phu Wiang 7. Mancha Khiri 8. Chonnabot 9. Khao Suan Kwang 10. Phu Pha Man | 1. Sam Sung 2. Khok Pho Chai 3. Nong Na Kham 4. Ban Haet 5. Non Sila 1. Wiang Kao |

Đang có kế hoạch phân chia phần tây bắc để lập một tỉnh mới có trung tâm tại Phu Wiang. Các huyện sẽ thuộc tỉnh mới này gồm có: Nong Ruea, Chum Phae, Si Chomphu, Phu Pha Man, Nong Na Kham và Wiang Kao.